# Hacımusalar, Elmalı
Hacımusalar là một xã thuộc huyện Elmalı, tỉnh Antalya, Thổ Nhĩ Kỳ. Dân số thời điểm năm 2011 là 212 người.